# Catigaonopsis providenceae
Catigaonopsis providenceae är en bönsyrseart som beskrevs av Vyjayandi 2009. Catigaonopsis providenceae ingår i släktet Catigaonopsis och familjen Mantidae. Inga underarter finns listade i Catalogue of Life.